# Théry Schir
Théry Schir (né le 18 février 1993 à Bussigny) est un coureur cycliste suisse. Il a été médaillé de bronze du championnat du monde de l'américaine avec Stefan Küng en 2014.

## Biographie
En 2011, Théry Schir devient champion d'Europe de course à l'américaine chez les juniors, avec Stefan Küng. Lors de ces championnats, il décroche la médaille d'argent sur la course aux points. La même année, il est champion de Suisse de poursuite par équipes, avec Olivier Beer, Damien Corthésy et Cyrille Thièry. L'année suivante, il devient champion de Suisse de course à l'américaine avec Thièry et obtient deux médailles d'argent aux championnats d'Europe espoirs (moins de 23 ans), sur la poursuite par équipes et la course scratch. En 2013, lors des championnats d'Europe espoirs, il gagne trois médailles, dont le titre en poursuite par équipes. Il conserve son titre avec le quatuor espoir suisse en 2014.
Lors des mondiaux de Cali en 2014, il décroche la médaille de bronze sur l'américaine avec Stefan Küng. Il s'agit de sa seule médaille mondiale. En 2015, pour son dernier championnat d'Europe espoirs, il est médaillé d'or sur l'américaine et l'omnium, ainsi que médaillé d'argent de la poursuite par équipes.
En 2016, il est sélectionné pour participer aux Jeux olympiques de Rio de Janeiro, où il termine septième de la poursuite par équipe avec Olivier Beer, Cyrille Thièry et Silvan Dillier. En 2018, il devient vice-champion d'Europe de poursuite par équipes à Glasgow, aux côtés de Cyrille Thièry, Frank Pasche, Stefan Bissegger et Claudio Imhof.
Aux Jeux européens de Minsk en 2019, il remporte deux médailles : l'argent sur l'omnium et le bronze en poursuite par équipes (avec Robin Froidevaux, Lukas Rüegg et Claudio Imhof). Dans la course sur route, il termine onzième. Fin 2021, après deux septièmes places aux Jeux olympiques de Tokyo, il met un terme à sa carrière cycliste.
En juin 2022, il est choisi comme l'un des 14 marins à composer l'équipage d'Alinghi pour disputer la Coupe de l'America 2024, où il est censé pédaler pour produire de l’énergie,.

## Palmarès sur piste

### Jeux olympiques
- Rio 2016
  - 7e de la poursuite par équipes
- Tokyo 2020
  - 7e de l'omnium
  - 7e de la course à l'américaine

### Championnats du monde
| Édition / Épreuve              | Poursuite par équipes | Course aux points | Américaine                |
| Montichiari 2010 (juniors)     | 8e                    |                   |                           |
| Moscou 2011 (juniors)          | 5e                    | 4e                | 5e                        |
| Cali 2014                      | 6e                    | 9e                | Bronze (avec Stefan Küng) |
| Saint-Quentin-en-Yvelines 2015 | 6e                    |                   | 12e                       |
| Londres 2016                   | 9e                    |                   | 4e (avec Claudio Imhof)   |

### Coupe du monde
- 2015-2016
  - 2e de la poursuite par équipes à Cali
- 2018-2019
  - 2e du scratch à Cambridge
- 2019-2020
  - 3e de la poursuite par équipes à Hong Kong
  - 3e de l'omnium à Hong Kong

### Championnats d'Europe
| Édition / Épreuve      | Poursuite par équipes                            | Course aux points | Scratch | Américaine                | Omnium |
| Anadia 2011 (juniors)  |                                                  | Argent            |         | Or (avec Stefan Küng)     |        |
| Anadia 2012 (espoirs)  | Argent                                           |                   | Argent  |                           |        |
| Anadia 2013 (espoirs)  | Or (avec Tom Bohli, Stefan Küng et Frank Pasche) | Argent            |         | Argent (avec Stefan Küng) |        |
| Anadia 2014 (espoirs)  | Or (avec Tom Bohli, Frank Pasche et Stefan Küng) |                   |         |                           |        |
| Athènes 2015 (espoirs) | Argent                                           |                   |         | Or (avec Frank Pasche)    | Or     |
| Granges 2015           | Argent                                           |                   |         |                           |        |
| Glasgow 2018           | Argent                                           |                   |         |                           |        |

### Jeux européens
| Édition / Épreuve | Poursuite par équipes | Omnium |
| Minsk 2019        | Bronze                | Argent |

### Championnats de Suisse
| - 2010 - 3e de la vitesse par équipes - 2011 - Champion de Suisse de poursuite par équipes - 3e de l'américaine - 2012 - Champion de Suisse de l'américaine (avec Cyrille Thièry) - 3e de la poursuite par équipes - 2013 - 2e du scratch - 3e de l'omnium - 3e de la poursuite - 3e de la course aux points - 2014 - Champion de Suisse de l'omnium - 2015 - Champion de Suisse de l'américaine (avec Stefan Küng) - Champion de Suisse de l'omnium - 2016 - 2e de l'omnium - 3e de l'américaine | - 2017 - 2e de la poursuite par équipes - 3e de l'omnium - 3e de l'américaine - 2018 - Champion de Suisse de course aux points - Champion de Suisse du scratch - 2019 - Champion de Suisse de l'américaine (avec Robin Froidevaux) - Champion de Suisse du scratch - Champion de Suisse de course aux points - 3e de la poursuite - 2020 - Champion de Suisse de l'américaine (avec Robin Froidevaux) - 2021 - Champion de Suisse de l'américaine (avec Robin Froidevaux) - Champion de Suisse de l'omnium |  |

### Six Jours
- Six Jours de Fiorenzuola d'Arda : 2e en 2017, 3e en 2021 (avec Tristan Marguet)

### Autres compétitions
- 2015-2016
  - 2e de l'américaine à Cambridge
  - 3e de l'américaine à Cali

## Palmarès sur route

### Par années
| - 2011 - 2e du championnat de Suisse du contre-la-montre juniors - 2013 - Tour de la Nouvelle-Calédonie : - Classement général - Prologue (contre-la-montre par équipes) et 2e étape - 2e du championnat de Suisse du contre-la-montre espoirs - 3e du Grand Prix de Saint-Étienne Loire - 2014 - Champion de Suisse du contre-la-montre espoirs - 2e du Prix des Vins Henri Valloton - 2e du Prix du Saugeais - 2015 - Champion de Suisse du contre-la-montre espoirs - 8e du championnat du monde du contre-la-montre espoirs | - 2016 - 3e étape du Tour du Beaujolais - 3e de l'Enfer du Chablais - 3e du championnat de Suisse du contre-la-montre - 2017 - 3e du championnat de Suisse du contre-la-montre - 2018 - 3e du Tour de Mevlana - 2019 - 2e étape du Tour de la Vallée Montluçonnaise - 2021 - 3e du championnat de Suisse du contre-la-montre |  |

### Classements mondiaux
| Année           | 2013   | 2014   | 2015 | 2016   | 2017 | 2018 |
| --------------- | ------ | ------ | ---- | ------ | ---- | ---- |
| UCI Europe Tour | 1 034e | 1 057e | 681e | 1 037e | 832e | 854e |

## Récompenses
- Meilleur espoir suisse de l'année : 2015